# Saissetia zanzibarensis
Saissetia zanzibarensis är en insektsart som beskrevs av Williams 1953. Saissetia zanzibarensis ingår i släktet Saissetia och familjen skålsköldlöss. Inga underarter finns listade i Catalogue of Life.